# Budapesti Fesztiválzenekar
A Budapesti Fesztiválzenekar külföldön és hazánkban is az egyik legismertebb magyar szimfonikus zenekar. Zenei igazgatója Fischer Iván karmester, aki Kocsis Zoltánnal együtt a zenekar alapítója is.
A zenekar nemzetközi sikerét mutatja, hogy sok külföldi koncerthelyszín és zenei fesztivál állandó vendége. Hazánkban is nagy népszerűségnek örvendenek a zenekar különleges, olykor formabontó programjai, például a gyermekeknek szóló Kakaókoncertek, a diákokat megcélzó Midnight Music, illetve a hagyományos Titokkoncertek.

## Történet
A Fesztiválzenekart Fischer Iván és Kocsis Zoltán alapította 1983-ban. A cél a kezdetektől fogva az volt, hogy olyan elitzenekart hozzanak létre, mely nemzetközi színtéren is megállja a helyét, ennek megfelelően igen magas követelményrendszer jellemzi. Az első hangversenyre 1983 karácsonyán került sor.
1992-ben a zenekar finanszírozását a főváros részben átvállalta. A zenekar így egyedi finanszírozási konstrukciót alakított ki: a zenészek és a zenekar többi alkalmazottja ezután a budapesti önkormányzattól kapta a fizetését, a többi költség fedezetét pedig maga a zenekar teremtette elő. Utóbbi célra jött létre 120 millió forintos alaptőkével a Budapesti Fesztiválzenekar Alapítvány, mely alapítói között magyar és multinacionális vállalatok is találhatók. A városvezetés mint intézményt tartja fenn a zenekart, de a művészeti vezetés személyi összetételéről az alapítvány dönthet. Így a zenekar művészeti önrendelkezéssel bír. A zenekar működésének jelentős forrása továbbá az állami támogatás, illetve a magánadakozás. Ezen pénzügyi keretekkel a zenekar Budapest állandó zenekarává vált.
2000-ben finanszírozási és jogi problémák miatt a főváros és az Alapítvány megállapodott abban, hogy a továbbiakban a zenekar fenntartását teljes egészében az alapítvány veszi át, azaz a fenntartó és a tulajdonos is a BFZ Alapítvány, a főváros pedig a zenekar főtámogatója lesz. 2013-tól az alapítvány kuratóriumának elnöke a korábbi MNB-elnök, Simor András, tanácsadói között vannak például Bojár Gábor, Batta András, Göncz Kinga, az alapítvány egykori díszelnöke Göncz Árpád.

## Hazai programok, koncertek
A Fesztiválzenekar gyakori vendége a Müpának, a Zeneakadémiának és egyéb hazai koncerttermeknek. A hagyományos nagyzenekari koncertek mellett a zenekar számos rendhagyó koncertműfajból épített hagyományt. Zenei programjaival különféle zenei ismerettel rendelkező és korosztályhoz tartozó közönséget céloz meg.

### Kakaókoncertek
A Fesztiválzenekar Kakaókoncertjeinek célja a legkisebbek zenei fejlődésének segítése, a jövő koncertlátogató közönségének kinevelése. A programra 5-12 éves gyermekeket és kísérőiket várják zenével és kakaóval. A családias hangulatú koncerteken résztvevőket Fischer Iván és a zenekar egyes tagjai közel egyórás programmal, rövid darabok bemutatásával és beszélgetéssel vezetik be a zene világába. A gyermekkoncertek névadója a program végén közösen elfogyasztott, elmaradhatatlan forró kakaó.

### Gyermekoperák

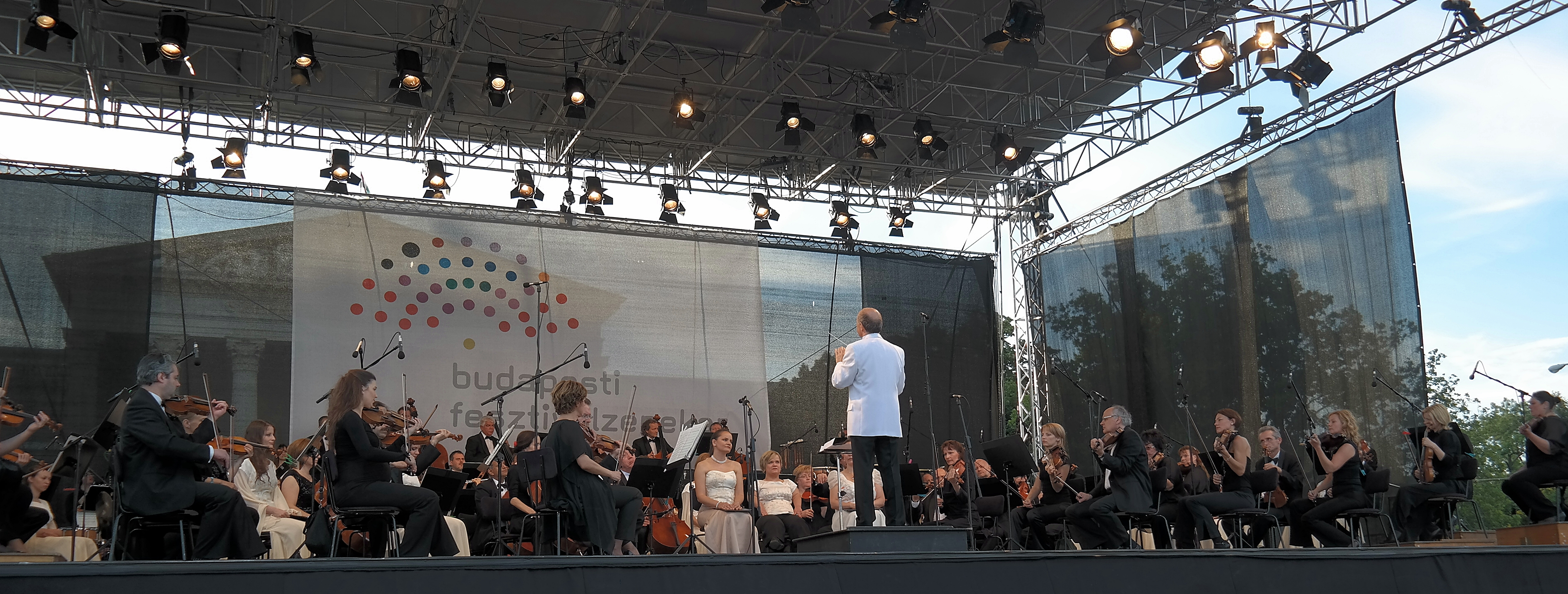
2015 TérTáncKoncert

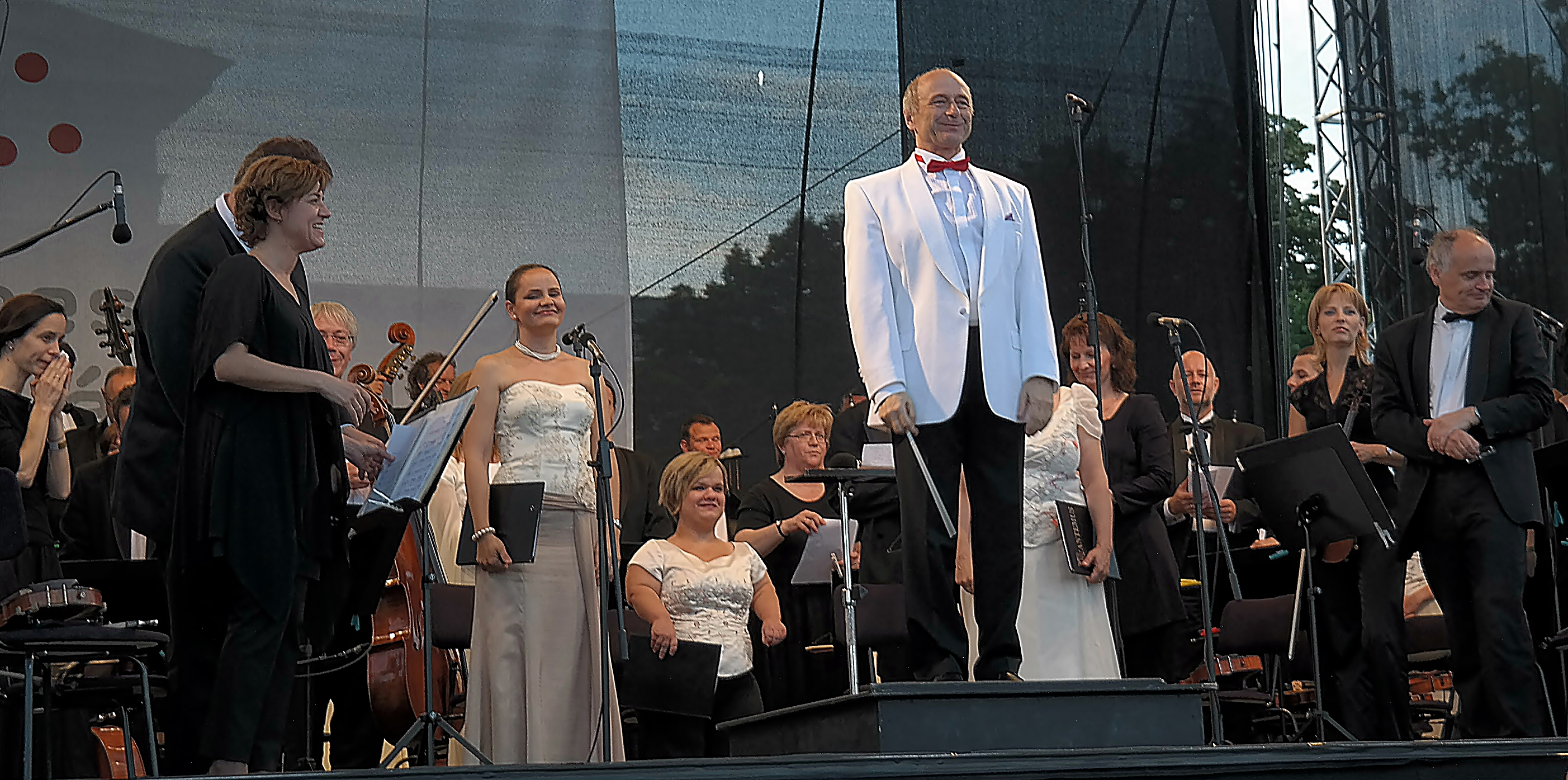
Előtérben -fehérben-
a Nyíregyházi Cantemus (Énekeljünk) Kórus tagjai

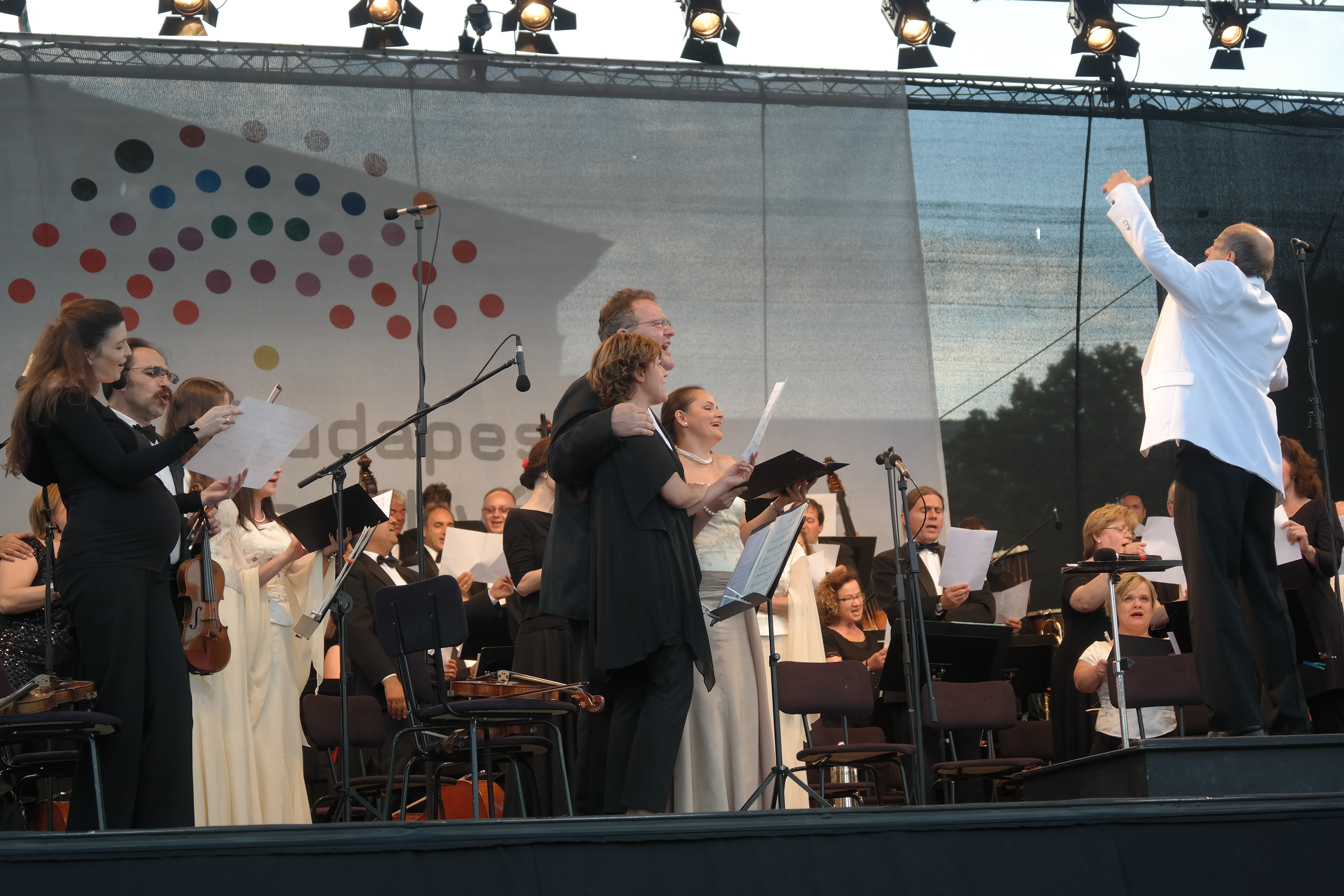

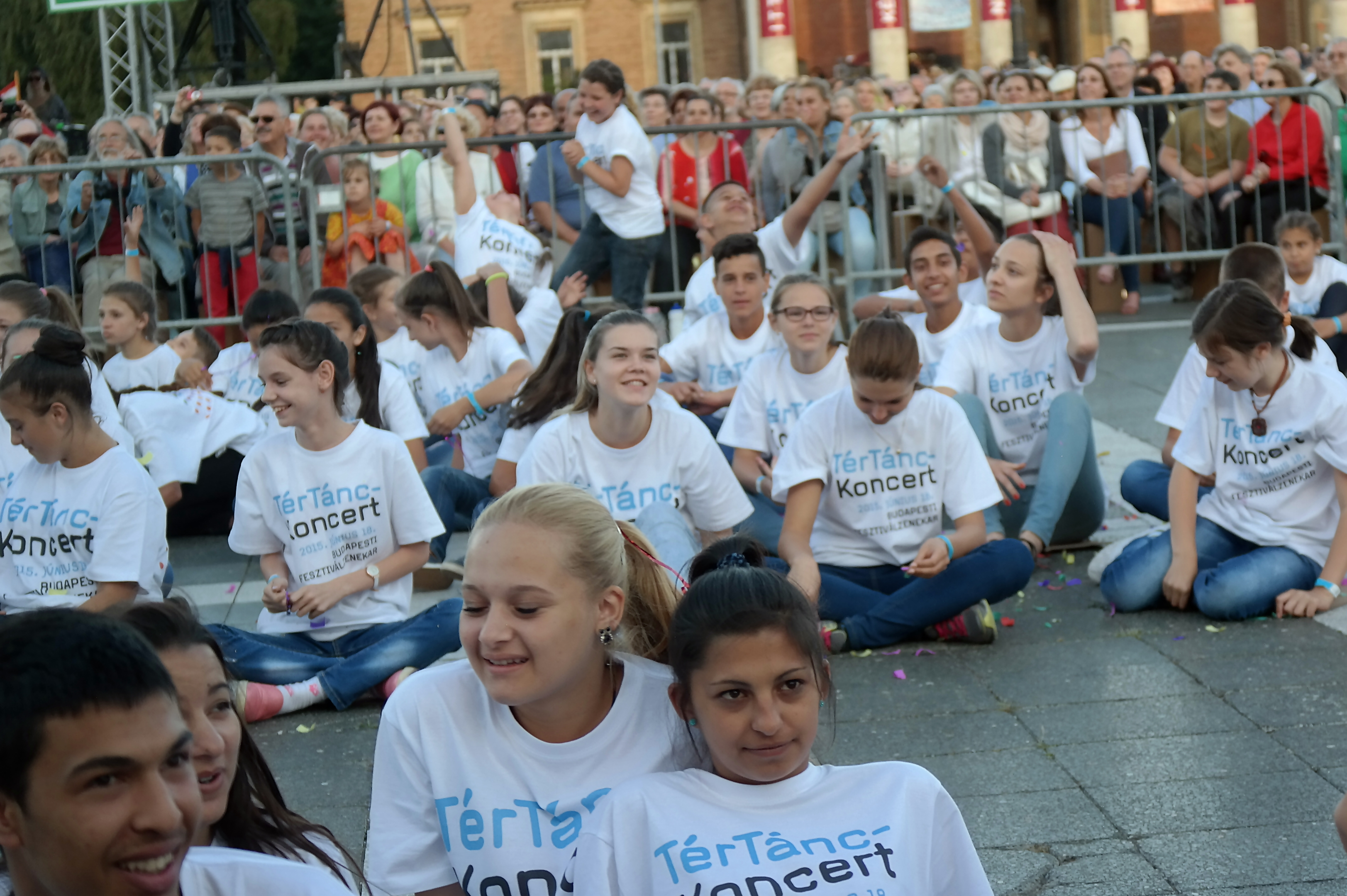
Gyerek fellépők

Rendszerint a Zeneakadémia Solti György termében kerül megrendezésre a Fesztiválzenekar Gyermekopera programsorozata. Ennek keretében profi és amatőr énekesek együtt adnak elő gyermekeknek szóló operákat (például Benjamin Britten műveit). A zenélésbe a közönséget is bevonják közös énekléssel.

### „Lásd, amit hallasz” filmpályázat
A középiskolás diákok részére kiírt filmpályázaton egy adott zenemű egy szabadon választható tételére megalkotott filmeket várnak. Egyéni vagy csoportos indulásra is van lehetőség maximum 5 főig. Az alkotásokat szakmai zsűri bírálja el, a díjazottak filmjeit nyilvánosan is bemutatják a Bartók Béla Nemzeti Hangversenyteremben a díjátadó esten. 2015-ben például Sosztakovics Hamlet szvitjére készült filmeket vártak a pályázaton, a zsűri tagjai között volt filmrendező, karmester, vágó, és a BFZ egyes zenészei.

### Iskolaprogram
A zenekar 2016-ra már 38 iskolával között partnerséget. A partneriskolák nem kizárólag zenetagozatosak; általános iskolák és gimnáziumok is találhatók köztük és sok közülük a vidéki intézmény. Az iskolák részt vehetnek a zenekar egyes próbáin, előadásain, például ilyenek a Hangszerkóstoló, a Filmverseny, illetve a BFZ Bekopog! turné programjai. A programsorozat célja, hogy a diákokat maradandó zenei élménnyel gazdagítsa.

### Midnight Music
Elsősorban középiskolás diákok és egyetemisták a célközönsége a Midnight Music programsorozat koncertjeinek. A könnyed hangvételű koncerteken szakítanak a hagyományos hangversenyek kereteivel (így például még a zenészek sem vesznek öltönyt, a koncerteket kényelemben, babzsákfotelről lehet hallgatni és a nézőtér olykor több oldalról is körülveszi a zenekari pódiumot), és módot találnak arra is, hogy a karmester illetve a zenészek megszólalhassanak az előadott darabokkal kapcsolatban, ezzel is közelebb hozva a zenei mondanivalót az esetleg nem zeneileg képzett, de művészetre nyitott befogadóhoz.

A koncertet több ízben Millenárison tartották, a közönséget a fiatalos hangulattal csábítják az éjféli koncertre. Fischer Iván így nyilatkozott az eseményről:
„Azt a környezetet akartuk megteremteni, amiben a fiatal érzi: ez az ő koncertje. Mert normál koncertjegyet nem fog venni, különösen, ha tudja, hogy a nagyszüleinek oda bérlete van. Már csak azért se. Viszont ha éjfélkor van a koncert, amikor a szülők már alszanak, és már nem jár a busz, csak biciklivel lehet oda menni, esélyes, hogy egymás között lehetnek, kevesebb lesz az idősebb generációból. Akkor az az övék, és eljön az, akit a klasszikus zene érdekel. Mert ugyanannyi zeneszerető van minden generációban.”
A koncert vonzerejét pedig sommásan így foglalta össze:
„Mi oda hívjuk a fiatalokat, ahol jól érzik magukat. Időpont, ruha, babzsák, sör. De a zenében nem lesz kompromisszum, az komoly marad.”
Az éjféli koncertek minden évben több száz fős közönséggel, igen nagy sikerrel kerülnek megrendezésre.

### Vasárnapi kamarazene
A vasárnaponként a zenekar óbudai próbatermében tartott kamarakoncertek programját maguk a zenészek állítják össze.

### „A BFZ bekopog!” turné
A BFZ 2012-ben Pécs városával kezdte el sajátos turnésorozatát, melynek keretében egy várost kiválasztanak, és ott egy nap alatt több helyszínen különféle rendezvényeket tartanak. Ezek egy része képzési tevékenység, például a zenekar tagjai mesterkurzusokat tartanak zeneiskolai növendékeknek, de zenés performanszokat is tartanak a város különböző pontjain, intézményeiben. A programot általában egy esti hangverseny zárja egy helyi koncertteremben.

### Zenei Maratonok
A BFZ és a Müpa 2008-ban indította el Maraton-sorozatát, melynek keretében minden évadban egy-két szerző műveit gyűjtik össze és adják elő egy egész napos koncertsorozatban. A rövid, rendszerint egyórás koncertek a Müpa Bartók Béla Nemzeti Hangversenytermében és Fesztivál Színházában zajlanak. A programsorozatban sor került már Csajkovszkij-maraton (2008), Dvořák-maraton (2009), Beethoven-maraton (2010), Schubert-maraton (2011), Mozart-maraton (2012), Bartók-maraton (2013), Bach-maraton (2014), Stravinsky-maraton (2015) szervezésére, 2016-ban Mendelssohn-Schumann-maratont, 2017-ben Brahms-maratont, 2018-ban Bernstein-maratont, 2019-ben Debussy-Ravel-maratont, 2020-ban Beethoven-maratont, 2021-ben Liszt-Berlioz-maratont, 2022-ben Richard Strauss-maratont rendeztek, 2023-ban pedig Prokofjev-maratonra kerül sor.

### „Bridging Europe – Európai Hidak” fesztivál
Saját szervezésű fesztivál, melyet évente rendeznek a Müpában. A fesztivál célja az európai kulturális közösségérzés terjesztése a zenén keresztül, melyet Fischer Iván így foglal össze:
„Amikor az európai családhoz tartozást vállaltuk, döntöttünk, hogy egy közösség tagjai leszünk. Ez nem önző nemzetek egymással marakodó, alkudozó fóruma, hanem egymást tisztelő, szerető nemzetek családja. Ezért tennünk is kell valamit!”
A Müpa vezérigazhatója, Káel Csaba hasonló gondolatokat fogalmazott meg:
„Az európai kultúra ereje az itt élő népek egymásra hatásában rejlik, ezen az alapon kell továbbra is építkeznünk. A párbeszédhez és együtt gondolkodáshoz meg kell ismernünk egymást, találkoznunk kell egymással. Így tudjuk az új erőre kapó közös európai kultúrát felépíteni.”
A fesztivál rendszerint az évadnyitó és nyárbúcsúztató szerepét is ellátja, programján könnyedebb koncertek, dzsesszkoncertek, kertmozis vetítések is szerepelnek. Az előadott darabokat minden évben egy választott európai ország zenei hagyományából merítik, így került sorra 2013-ban a cseh, 2014-ben a német, 2015-ben az osztrák. 2016-ban a francia, 2017-ben a spanyol zene.

## A zenekar nemzetközi sikerei

### Fellépések
A zenekar számos külföldi koncertterem és zenei fesztivál visszatérő vendége. Pl. Salzburg (Ünnepi Játékok), Luzern (Fesztivál), Montreux, Zürich (Tonhalle), New York (Carnegie Hall), Los Angeles (Hollywood Bowl), Montreal, Párizs (Őszi Fesztivál, Theatre des Champs-Elysées), Berlin (Berliner Filharmoniker), München (Gasteig), Köln (Kölni Filharmónia), Frankfurt (Alte Oper, Hoechst), London (BBC Proms, Barbican Centre), Firenze (Maggio Musicale), Róma (Accademia di Santa Cecilia), Torino (Lingotto), Amsterdam (Concertgebouw), Madrid, Barcelona, Valencia, Athén, Prága (Prágai Tavasz), Brüsszel (Flamand Fesztivál), Lisszabon stb.
Olyan világsztár vendégkarmesterekkel dolgoztak együtt, mint Solti György, Yehudi Menuhin, Pinchas Zukerman, Gidon Kremer, Radu Lupu, Végh Sándor, Schiff András és Richard Goode.

### Díjak és elismerések
- 2008-ban a világ 9. legjobb zenekarának minősítették a BFZ-t.[38][39]
- 2013-ban a New York Magazine a 10 legjobb komolyzenei események közé, első helyre választotta a BFZ Figaro házassága előadását.[38]
- 2013. Grammy-díj jelölés Mahler I. szimfónia felvételéért.[38]
- 2014. A Mahler V. szimfóniájának felvételével elnyerte a Diapason díjat, az Arany Hangvillát és a Toblacher Komponierhäuschen díjat.[38]
- 2014-ben a The New York Times a 10 legtréfásabb klasszikus zenei előadás közé választotta a zenekar Dvořák-koncertjét.[40][41]
- 2014-ben a The New Yorker az év 10 figyelemreméltó zenei eseménye közé választotta a zenekar két előadását: A Vörös Tehén opera bemutatóját és a Midnight Music előadást.[40]
- 2022-ben az év zenekara lett a Gramophone komolyzenei szaklap gáláján.[42]
- 2023-ban a Bachtrack szakportál kritikusainak szavazásán a világ 8. legjobb zenekara lett, míg Fischer Ivánt a karmesterek között a 6. helyre rangsorolták.[43]